# Helen Kelesi
Helen Kelesi (* 15. November 1969 in Victoria, British Columbia) ist eine ehemalige kanadische Tennisspielerin. 

## Karriere
Kelesi, die 15 ihrer insgesamt 25 Partien zwischen 1986 und 1994 für das kanadische Fed-Cup-Team gewann, erspielte sich in ihrer Profikarriere ein Preisgeld in Höhe von rund 900.000 US-Dollar. Ihre beste Position in der WTA-Weltrangliste erreichte sie im November 1989 mit Platz 13.
Ihre größten Erfolge im Einzel waren die Siege bei den WTA-Turnieren in Tarent und Tokio sowie zwei Viertelfinalteilnahmen bei den French Open. Ihren größten Erfolg im Doppel feierte sie an der Seite von Monica Seles mit dem Titelgewinn 1990 bei den Italian Open in Rom.
Bekannt wurde Kelesi aber auch durch ihre Wutausbrüche auf dem Tennisplatz, die ihr den Spitznamen „Hurricane Helen“ einbrachten und sie bei vielen Kolleginnen unbeliebt machten. Manuela Maleeva-Fragnière sagte einmal, sie hasse es, gegen Kelesi zu spielen. Nicht weil sie deren Tennis nicht möge, sondern weil sie Kelesi nicht ausstehen könne.
Kelesis Karriere fand nach der Diagnose Gehirntumor 1994 ein abruptes Ende. Nach einer erfolgreichen Operation trainierte sie schon für ihr Comeback, als ein chirurgisch zu entfernendes Rezidiv diagnostiziert wurde.
Heute ist die vierfache (1986, 1987, 1989, 1990) kanadische Tennisspielerin des Jahres Tennistrainerin in Toronto sowie Sportkommentatorin im kanadischen Fernsehen und Kolumnistin in diversen Zeitungen.

## Turniersiege

### Einzel
| Nr. | Datum            | Turnier | Kategorie  | Belag     | Finalgegnerin | Ergebnis |
| --- | ---------------- | ------- | ---------- | --------- | ------------- | -------- |
| 1.  | 19. Oktober 1986 | Tokio   | WTA        | Hartplatz | Bettina Fulco | 6:2, 6:2 |
| 2.  | 1. Mai 1988      | Tarent  | WTA Tier V | Sand      | Laura Garrone | 6:1, 6:0 |

### Doppel
| Nr. | Datum        | Turnier    | Kategorie   | Belag     | Partnerin    | Finalgegnerinnen            | Ergebnis |
| --- | ------------ | ---------- | ----------- | --------- | ------------ | --------------------------- | -------- |
| 1.  | Mai 1990     | Rom        | WTA Tier I  | Sand      | Monica Seles | Laura Garrone Laura Golarsa | 6:3, 6:4 |
| 2.  | Oktober 1990 | Scottsdale | WTA Tier IV | Hartplatz | Elise Burgin | Sandy Collins Ronni Reis    | 6:4, 6:2 |